# Halové mistrovství světa v atletice 2004

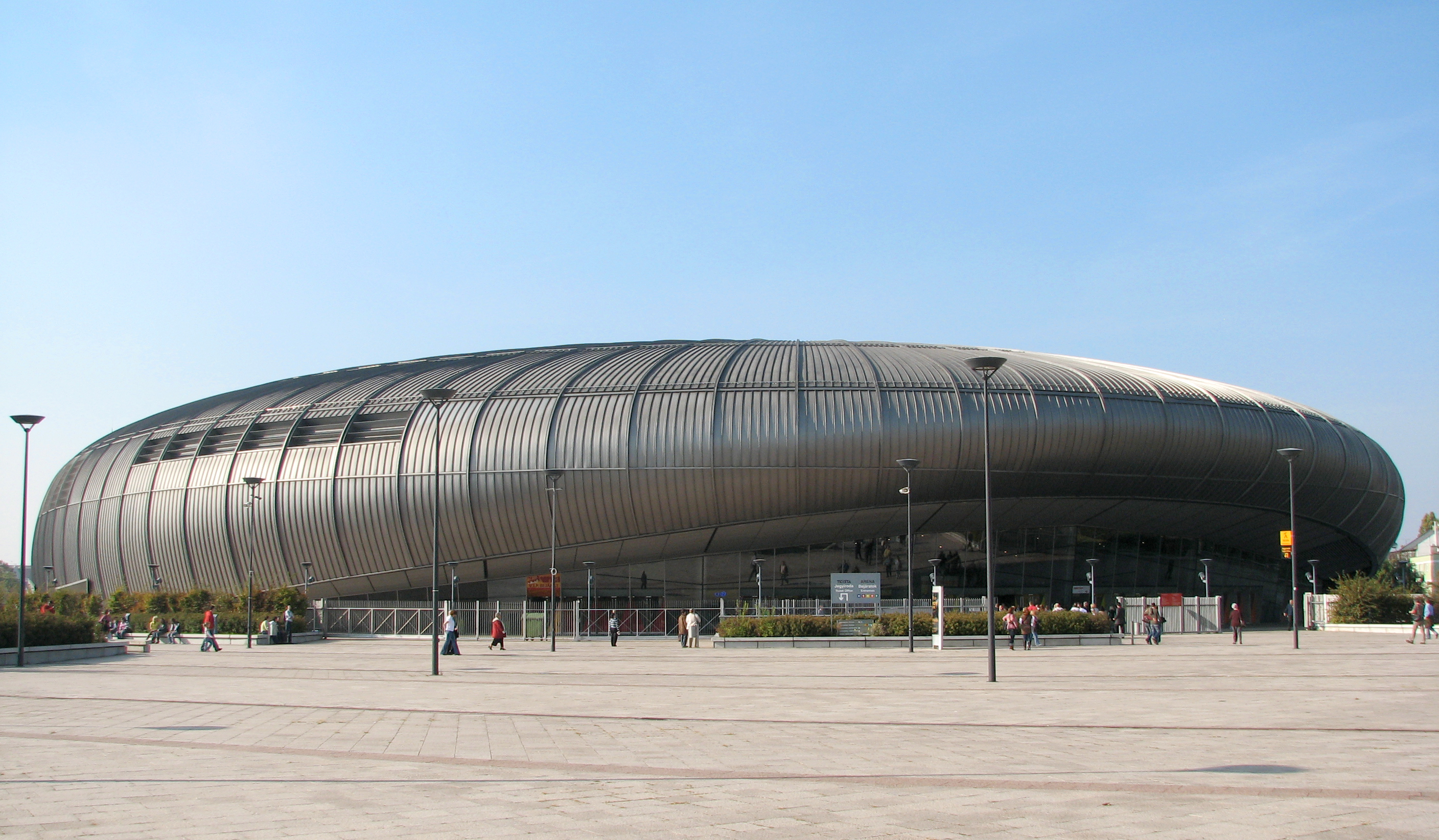
Budapešťská sportovní hala Lászla Pappa

10. halové mistrovství světa v atletice se odehrávalo v maďarské Budapešti od 5. března do 7. března 2004. Budapešť hostila halové MS již v roce 1989. V budapešťské sportovní aréně pojmenované po maďarském boxerovi László Pappovi se představilo 677 atletů a atletek ze 139 států světa. Březnové číslo časopisu "Atletika" z roku 2004 uvádí celkem 148 výprav. Článek na stránkách Českého atletického svazu pak uvádí celkem 763 atletů ze 150 států světa. V téže hale probíhalo také halové ME v roce 1983 a 1988.
Na tomto šampionátu se naposledy uskutečnily závody ve sprinterské disciplíně běhu na 200 metrů.

## Dopingové hříšnice
Kouli žen vyhrála původně hodem dlouhým 20,49m Ukrajinka Vita Pavlyšová. Brzy ovšem vyšlo najevo, že Pavlyšová měla pozitivní dopingový nález na anabolické steroidy a medaile ji byla odebrána. Tato dnes již bývalá koulařka se ovšem zde neprovinila poprvé. Již při HMS v roce 1999 v Maebaši měla pozitivní test na stanozolol.
I závod na trati 200 metrů měl původně jinou vítězku. Ruska Anastasija Kapačinská vyhrála časem 22,78 s avšak pozitivní dopingový nález odhalil v jejím organismu anabolický steroid stanozolol, stejně jako u koulařky Pavlyšové. Kapačinská si tak musela odpykat dvouletý trest.

## Česká účast
Českou republiku na tomto šampionátu reprezentovalo 11 atletů (5 mužů a 6 žen).

## Medailisté

### Muži
| Soutěž            | Zlato                                                                           | Stříbro                                                                  | Bronz                                                              |
| ----------------- | ------------------------------------------------------------------------------- | ------------------------------------------------------------------------ | ------------------------------------------------------------------ |
| 60 m              | Jason Gardener 6,49                                                             | Shawn Crawford 6,52                                                      | Georgios Theodoridis 6,54                                          |
| 200 m             | Dominic Demeritte 20,66                                                         | Johan Wissman 20,72                                                      | Tobias Unger 21,02                                                 |
| 400 m             | Alleyne Francique 45,88                                                         | Davian Clarke 45,92                                                      | Gary Kikaya 46,30                                                  |
| 800 m             | Mbulaeni Mulaudzi 1:45,71                                                       | Rašíd Ramzí 1:46,15                                                      | Osmar dos Santos 1:46,26                                           |
| 1500 m            | Paul Korir 3:52,31                                                              | Ivan Heško 3:52,34                                                       | Laban Rotich 3:52,93                                               |
| 3000 m            | Bernard Lagat 7:56,34                                                           | Rui Silva 7:57,08                                                        | Markos Geneti 7:57,87                                              |
| 60 m př.          | Allen Johnson 7,36                                                              | Liou Siang 7,43                                                          | Maurice Wignall 7,48                                               |
| Štafeta 4 × 400 m | Jamajka 3:05,21 Gregory Haughton Leroy Colquhoun Michael McDonald Davian Clarke | Rusko 3:06,23 Dmitrij Foršev Boris Gorban Andrej Rudnickij Alexandr Usov | Irsko 3:10,44 Robert Daly Gary Ryan David Gillick David McCarthy   |
| Skok do výšky     | Stefan Holm 2,35 m                                                              | Jaroslav Rybakov 2,32 m                                                  | Ștefan Vasilache 2,25 m Germaine Mason 2,25 m Jaroslav Bába 2,25 m |
| Skok o tyči       | Igor Pavlov 5,80 m                                                              | Adam Ptáček 5,70 m                                                       | Denys Jurčenko 5,70 m                                              |
| Skok daleký       | Savanté Stringfellow 8,40 m                                                     | James Beckford 8,31 m                                                    | Vitalij Škurlatov 8,28 m                                           |
| Trojskok          | Christian Olsson 17,83 m                                                        | Jadel Gregório 17,43 m                                                   | Yoandri Betanzos 17,36 m                                           |
| Vrh koulí         | Christian Cantwell 21,49 m                                                      | Reese Hoffa 21,07 m                                                      | Joachim Olsen 20,99 m                                              |
| Sedmiboj          | Roman Šebrle 6 438 bodů                                                         | Bryan Clay 6 365 bodů                                                    | Lev Lobodin 6 203 bodů                                             |

### Ženy
| Soutěž            | Zlato | Stříbro                                                                                 | Bronz                                                                          |
| ----------------- | --- | --------------------------------------------------------------------------------------- | ------------------------------------------------------------------------------ |
| 60 m              | Gail Deversová 7,08 | Kim Gevaertová 7,12                                                                     | Julija Něstěrenková 7,12                                                       |
| 200 m             | Natalia Safronnikovová 23,13                                                                                           | Světlana Gončarenková 23,15                                                             | Karin Mayrová-Krifkaová 23,18                                                  |
| 400 m             | Natalja Nazarovová 50,19                                                                                               | Olesja Krasnomovecová 50,65                                                             | Tonique Williams-Darling 50,87                                                 |
| 800 m             | Maria Mutolaová 1:58,50                                                                                                | Jolanda Čeplaková 1:57,72                                                               | Joanne Fennová 1:59,50                                                         |
| 1500 m            | Kutre Dulechaová 4:06,40                                                                                               | Carmen Hussarová 4:08,18                                                                | Guľnara Samitovová 4:08,26                                                     |
| 3000 m            | Meseret Defarová 9:11,22                                                                                               | Berhane Adereová 9:11,43                                                                | Shayne Culpepperová 9:12,15                                                    |
| 60 m př.          | Perdita Felicienová 7,75                                                                                               | Gail Deversová 7,78                                                                     | Linda Khodadinová 7,82                                                         |
| Štafeta 4 × 400 m | Rusko 3:23,88 Olesja Krasnomovecová Olga Kotljarovová Taťjana Levinová Natalja Nazarovová * Natalja Anťuchová (rozběh) | Bělorusko 3:29,96 Natallia Solohubová Anna Kozaková Ilona Vusovičová Světlana Usovičová | Rumunsko 3:30,06 Angela Moroşanu Alina Râpanuová Maria Rusová Ionela Tirleaová |
| Skok do výšky     | Jelena Slesarenková 2,04 m                                                                                             | Anna Čičerovová 2,00 m                                                                  | Blanka Vlašičová 1,97 m                                                        |
| Skok o tyči       | Jelena Isinbajevová 4,86 m                                                                                             | Stacy Dragilaová 4,81 m                                                                 | Světlana Feofanovová 4,70 m                                                    |
| Skok daleký       | Taťjana Lebeděvová 6,98 m                                                                                              | Taťjana Kotovová 6,93 m                                                                 | Carolina Klüftová 6,92 m                                                       |
| Trojskok          | Taťjana Lebeděvová 15,36 m                                                                                             | Yamilé Aldamaová 14,90 m                                                                | Chrysopiji Devedziová 14,73 m                                                  |
| Vrh koulí         | Světlana Kriveljovová 19,90 m                                                                                          | Yumileidi Cumbá 19,31 m                                                                 | Nadine Kleinertová 19,05 m                                                     |
| Pětiboj           | Naide Gomesová 4 759 bodů                                                                                              | Natalija Dobrynská 4 727 bodů                                                           | Austra Skujytė 4 679 bodů                                                      |

## Medailové pořadí
| Umístění | Stát                           | Zlato | Stříbro | Bronz | Celkem |
| -------- | ------------------------------ | ----- | ------- | ----- | ------ |
| 1.       | Rusko                          | 8     | 6       | 5     | 19     |
| 2.       | USA                            | 4     | 5       | 1     | 10     |
| 3.       | Švédsko                        | 2     | 1       | 1     | 4      |
| 3.       | Etiopie                        | 2     | 1       | 1     | 4      |
| 5.       | Keňa                           | 2     | 0       | 1     | 3      |
| 6.       | Jamajka                        | 1     | 2       | 2     | 5      |
| 7.       | Ukrajina                       | 1     | 2       | 1     | 4      |
| 8.       | Česko                          | 1     | 1       | 1     | 3      |
| 9.       | Kanada                         | 1     | 1       | 0     | 2      |
| 9.       | Portugalsko                    | 1     | 1       | 0     | 2      |
| 11.      | Bahamy                         | 1     | 0       | 1     | 2      |
| 11.      | Velká Británie                 | 1     | 0       | 1     | 2      |
| 13.      | Grenada                        | 1     | 0       | 0     | 1      |
| 13.      | Jižní Afrika                   | 1     | 0       | 0     | 1      |
| 13.      | Mosambik                       | 1     | 0       | 0     | 1      |
| 16.      | Bělorusko                      | 0     | 2       | 1     | 3      |
| 17.      | Brazílie                       | 0     | 1       | 1     | 2      |
| 18.      | Bahrajn                        | 0     | 1       | 0     | 1      |
| 18.      | Belgie                         | 0     | 1       | 0     | 1      |
| 18.      | Čína                           | 0     | 1       | 0     | 1      |
| 18.      | Slovinsko                      | 0     | 1       | 0     | 1      |
| 18.      | Súdán                          | 0     | 1       | 0     | 1      |
| 23.      | Kuba                           | 0     | 0       | 2     | 2      |
| 23.      | Řecko                          | 0     | 0       | 2     | 2      |
| 23.      | Rumunsko                       | 0     | 0       | 2     | 2      |
| 26.      | Dánsko                         | 0     | 0       | 1     | 1      |
| 26.      | Konžská demokratická republika | 0     | 0       | 1     | 1      |
| 26.      | Francie                        | 0     | 0       | 1     | 1      |
| 26.      | Chorvatsko                     | 0     | 0       | 1     | 1      |
| 26.      | Irsko                          | 0     | 0       | 1     | 1      |
| 26.      | Litva                          | 0     | 0       | 1     | 1      |
| 26.      | Německo                        | 0     | 0       | 1     | 1      |